# Roberto Magalhães (artista)
Roberto de Oliveira Magalhães (Rio de Janeiro, Brasil, 1940) é um artista plástico brasileiro. É pintor, desenhista, gravador, escultor, ilustrador, cenógrafo e professor. Ele é um ícone dos artistas plásticos da "Geração 60" no Brasil.

## Biografia
Roberto Magalhães começou a pintar e desenhar ainda criança, incentivado pelo pai, e publicou os primeiros trabalhos no jornais do Colégio São Bento, no Rio de Janeiro, onde estudava. Estudou Escola Nacional de Belas Artes (Enba), participou de várias coletivas, no Brasil e no exterior, morou em Paris, e foi premiado. Em 1992 O Centro Cultural Banco do Brasil (CCBB), do Rio de Janeiro fez uma grande retrospectiva de 30 anos da sua obra, que colocou Roberto Magalhães como uma referência nas artes plásticas do Brasil.

### Carreira
Roberto de Oliveira Magalhães freqüentou cursos da Escola Nacional de Belas Artes (Enba), como aluno livre, em 1961. Nos anos 60 participou de várias coletivas, no Brasil e no exterior, tornando-se um dos principais integrantes do grupo de jovens pintores que fizeram a revolucionária exposição “Opinião 65”, no Museu de Arte Moderna do Rio de Janeiro. Em 1965 ganhou o prêmio de gravura da 4ª Bienal de Paris. Em 1966 foi premiado no 15º Salão Nacional de Arte Moderna (SNAM), com a xilogravura Édipo Decifra o Enigma da Esfinge. Em 1967 fixa residência em Paris, aproveitando o prêmio recebido na IV Bienal de Paris. Expõe na Galeria Debret, em 1968. No ano seguinte interrompe a atividade artística para se dedicar ao Budismo, e para ajudar a construir o Centro de Meditação da Sociedade Budista do Brasil. Em 1975, volta a trabalhar com arte, fazendo de exposições individuais de desenho e pintura no Rio e em São Paulo, e de aulas no Museu de Arte Moderna do Rio de Janeiro (MAM/RJ). Participou de coletivas de gravuras e desenhos na década de 1980. Completando 30 anos de carreira em 1992 O Centro Cultural Banco do Brasil (CCBB), do Rio de Janeiro organizou uma grande retrospectiva de sua obra. Sendo visitada por milhares de pessoas, essa exposição colocou Roberto Magalhães como uma referência nas artes plásticas do Brasil. Em 2000, o Instituto Moreira Salles, faz exposição itinerante de dois anos de duração, mostrando parte do grande acervo de desenhos do artista. A partir de 2000, ele começou uma nova fase de trabalhos, com imagens abstratas.  Roberto chamou essa fase de “Atípicos”, um complemento à sua obra, um renascimento após a maturidade. Em 2015, lança durante a ArtRio 2015, a obra “Sem pé nem cabeça”, com tiragem de 50 exemplares, o trabalho é uma moldura em formato de caixa em acrílico, com um desenho original, e um livro de desenhos inéditos.